# توماس كروز مارتينيز
توماس كروز مارتينيز (بالإسبانية: Tomás Cruz Martínez)‏ هو سياسي مكسيكي، ولد في 21 ديسمبر 1959 في ولاية مكسيكو في المكسيك. حزبياً، نشط في حزب الثورة الديمقراطية. وقد انتخب عضو مجلس النواب المكسيك.